# Franz Egger (Pfarrer)
Franz Egger (* 6. September 1882 in Weingarten (Württemberg); † 24. Mai 1945 in Wurmlingen (Landkreis Tuttlingen)) war ein römisch-katholischer Pfarrer in Württemberg und ein Opfer des Nationalsozialismus.

## Leben
Franz Egger wurde als Sohn von August Egger und dessen Frau Genovefa geb. Vogel geboren. August Egger hatte ein Uhren-, Gold- und Silberwarengeschäft. Franz Egger machte nach dem Besuch der Realschule eine Lehre als Bildhauer. Nach der Lehre war er von 1900 bis 1904 Benediktineroblate in der Kunstschule in Beuron, wo er auch in Latein und anderen Fächern unterrichtet wurde. Er hatte vor in Beuron zu bleiben und Pater in der Erzabtei St. Martin zu werden, doch der Abt war der Überzeugung, dass Künstler besser nicht Patres werden sollten.
So verließ er Beuron 1904. Im darauffolgenden Jahr diente er in Aachen als Einjährig-Freiwilliger. Ab 1905 besuchte er das Gymnasium, um das Abitur nachzuholen, welches er 1910 mit Erfolg bestand. Nach dem Abitur studierte er von 1910 bis 1915 an der Universität Freiburg (Schweiz). Am 19. Juli 1914 empfing er durch André-Maurice Bovet, den Bischof von Lausanne-Genf, die Priesterweihe. 1915 beendete er sein Studium mit sehr guten Noten. Egger beabsichtigte, in der Kunst zu promovieren, doch er musste die Schweiz im Frühjahr 1915 aufgrund der politischen und militärischen Lage verlassen.
Auf Eggers Gesuch wurde er vom Bistum Rottenburg zeitweise als Vikar in Laimnau, Wangen und Stuttgart eingesetzt. 1916 wurde er dann zusammen mit anderen Geistlichen zu einer Sanitätsausbildung nach Weingarten geschickt und war anschließend für kurze Zeit an der Westfront als Sanitätsunteroffizier tätig. Darauf wurde er, nach dreimonatiger Ausbildung an der Dolmetscherschule in Berlin, englischer und italienischer Dolmetscher beim AOK. Ab Frühjahr 1918 war er bis zum Ende des Krieges Feldgeistlicher bei der 52. Reservedivision.
Nach dem Krieg war er Pfarrverweser in Bad Mergentheim, Crailsheim und Oberbettringen (jetzt Bettringen). 1922 wurde er Stadtpfarrer in Metzingen. Er betreute zusätzlich die Seelsorgen in Nürtingen, Neuffen und Bempflingen. Dies war von 1923 bis 1925 schwierig, da der Schienenverkehr stark eingeschränkt war. Aus gesundheitlichen Gründen musste er die Pfarrei in Metzingen im April 1925 abgeben. Am 17. Mai 1925 wurde er Pfarrer in Granheim (bei Ehingen (Donau), heute Stadtteil von Ehingen).

### Proklamation gegen den Faschismus
Franz Egger war ein Gegner der Nationalsozialisten und äußerte sich auch öffentlich gegen diese. Am 20. April 1932 beteiligte er sich als Pfarrer von Granheim an einem Boykottaufruf zu einer von Baron von Speth organisierten nationalsozialistischen Versammlung. Durch diese offene Haltung gegenüber dem Nationalsozialismus brachte er sich in Schwierigkeiten, was auch das Versetzungsgesuch vom 31. Mai 1932 erklärt.
Am 19. Dezember 1935 kam er nach Schwalldorf (bei Rottenburg am Neckar). Beim Umbau der dortigen Kirche im Jahr 1936 übernahm er die Leitung. Die Wangen der Kirchenbänke wurden von ihm geschnitzt und sind heute noch in unveränderter Form erhalten. Besonderen Anklang fand Egger bei der Schwalldorfer Jugend.

### Verhaftung und Anklage
Aufgrund seiner Haltung gegenüber den Nationalsozialisten wurde Egger am 13. Juni 1940 denunziert und von der Gestapo verhaftet. Er kam zunächst im Gestapo-Gefängnis Stuttgart in Untersuchungshaft. Mit Egger wurde auch Lukas Jungel, der Bürgermeister der Gemeinde Schwalldorf verhaftet. Egger wurde am 7. November 1940 vom Sondergericht Stuttgart zu zwei Jahren und vier Monaten Zuchthaus, mit Anrechnung der vier Monate Untersuchungshaft, verurteilt.
Zu den Vorwürfen der Anklage ist im Urteil des Sondergerichts nichts zu finden. Aus dem Bericht von Eggers Rechtsanwalt Dr. F. Kalkoff (vom 19. November 1940) geht hervor, dass er unter § 1 der Rundfunkverordnung, sowie § 2 Abs. 2 des Heimtückegesetzes und wegen schwerer Urkundenfälschung verurteilt wurde. Egger hatte ausländische Radiosender angehört. Er gestand, dass er im Herbst 1939 Sendungen italienischer Rundfunksender, sowie den Vatikansender gehört habe. Im Jahr 1940 habe er „einige Male“ Ausschnitte von Beromünster, Straßburg, und vermutlich auch London gehört.
Außerdem hatte er sich der schweren Urkundenfälschung und des Heimtückegesetzes schuldig gemacht. Am 22. Januar 1940 schrieb er einen Brief an den Kreisleiter Rauschnabel in Tübingen, welchen er als „Dr. Mayer“ mit falscher Unterschrift versah. Im Brief griff Egger die nationalsozialistische Führung stark an und richtete „schwere Beleidigungen“ gegen die Nationalsozialisten. Den Brief soll er mit den französischen Worten „C'est la vérité – n'est-ce pas?“ (Das ist die Wahrheit – oder nicht?) geschlossen haben.
Seine Tätigkeit als Pfarrer in Schwalldorf konnte Franz Egger am 5. Oktober 1942 wieder aufnehmen, nachdem er am 7. Juli 1942 aus der Haft entlassen wurde. Jedoch hatte er durch die Haft gesundheitliche Schäden erlitten, die dazu führten, dass er ab dem 15. Juni 1943 seinen Beruf nicht länger ausüben konnte. So wurde er am 1. August 1944 pensioniert. Seine Pension verbrachte er bis zuletzt in Wurmlingen bei Tuttlingen. Dort verstarb er am 24. Mai 1945.